# Thierry Pécou
Thierry Pécou (Boulogne-Billancourt, 1965) is een Franse hedendaagse componist.

## Biografie
Thierry Pécou werd geboren in Boulogne-Billancourt. Hij begon op z'n 9e piano te spelen en ging later naar het conservatorium. Daarna vervolgde hij zijn studies aan het Nationaal Conservatorium van Parijs, waar hij lessen orkestratie en compositie volgde. In 1987 en 1988 kreeg hij de eerste prijs voor die twee vakken. Tussen 1989 en 1993 ging hij met een beurs naar het Banff Centre for Arts and Creativity in Canada, waar hij later verschillende keren naar zou terugkeren. Tussen 1994 en '95 studeerde hij in Rusland. In 1997 ging hij naar Spanje, naar het Casa de Velázquez in Madrid, en vervolgens naar Zuid-Amerika.
Als componist wil Pécou "de hele wereld laten resoneren". Daarom zoekt hij inspiratie bij oude culturen, die zo ver mogelijk van de westerse wereld verwijderd zijn. Hij wil de muziek terugbrengen naar zijn rituele dimensie; zoals bij de Braziliaanse candomblé religie of de sjamanistische rituelen van de inheemse Noord-Amerikanen. Ook de oude culturen van China en Tibet en de Griekse mythologie beïnvloedden zijn creaties. Hij schrijft werk voor solisten en voor orkesten, voor pianorecitals en voor muziektheater.
Stabat Mater (1990), voor twaalf stemmen en klavier, is z'n eerste belangrijke compositie. Het werd opgenomen voor Radio France, met dirigent Michel Tranchant. In 1996 volgde L'Homme Armé, voor acht stemmen, dat in première ging op het Festival d'Ambronay, onder dirigent Rachid Safir. In 2003 werd zijn Symphonie du Jaguar voor het eerst opgevoerd, door het Orchestre National d’Ile de France en dirigent Heinz Karl Gruber.
Pécou speelt nog steeds zelf piano tijdens opvoeringen, zowel solo als met verschillende ensembles. In 1999 vormde hij Ensemble Zellig, dat hij leidde tot in 2009. Dit ensemble "voelt zich thuis in alle tijdperken en muzikale universa" en werd vernoemd naar Zelig, het kameleonachtige personage uit de gelijknamige film van Woody Allen. In 2010 richtte hij Ensemble Variances op, dat "hedendaagse muziek combineert met humanitaire en ecologische problemen". Met dit ensemble speelde hij in Wigmore Hall te Londen, Festival Présences de Radio France in Parijs, het Auditorium Maurice-Ravel in Lyon, Musikfestspiele Potsdam, Gaudeamus Muziekweek in Utrecht, het Lux Aeterna Festival in de Elbphilharmonie te Hamburg, Music on Main in Vancouver en in de Detroit Institute of Arts. In 2020 voerden ze BACHC®AB — een nieuw Musikalisches Opfer op met Zefiro Torna en Anne-Mie Van Kerckhoven, in deSingel in Antwerpen.
Hij was van 2007 tot 2010 artist in residence in de Opéra de Rouen en van 2011 tot 2013 in het Arsenal de Metz.

## Belangrijkste werken
- Stabat Mater (1990)
- Petit Livre Pour Clavier (1995)
- Le Tombeau de Marc-Antoine Charpentier (1995)
- L'Homme Armé (1996)
- Poème du Temps et de l'Éther (voor cello en piano, 1996)
- Les Filles du Feu (voor hobo, klarinet en ensemble, 1998)
- Symphonie du Jaguar (voor ensemble en orkest, 2003)
- Outre-Mémoire, Variance (voor piano, 2003)
- Passeurs d'eau-cantate Amazonienne (2004)
- Vague de Pierre (voor groot orkest, 2005)
- L'Oiseau Innumérable (concerto voor piano en orkest, 2006)
- Les Machines Désirantes (2008)
- Les Sacrifiées (opera naar het toneelstuk van Laurent Gaudé, 2008)
- L'Amour Coupable (opera, 2010).

## Discografie
- Poème Du Temps Et De L'Ether (BMG, 1997)
- L'Homme Armé (Grave Records, 1998) - met Les Jeunes Solistes en Rachid Safir
- Laissez Faire Au Voyage (Integral Records, 2003) - met Ensemble Zellig
- Outre-Mémoire (æon Records, 2004) - met Ensemble Zellig
- L'Oiseau Innumérable (Harmonia Mundi, 2008) - met Alexandre Tharaud, Ensemble Orchestral de Paris, onder leiding van Andrea Quinn
- Symphonie du Jaguar / Vague de Pierre (Harmonia Mundi, 2010) - met Ensemble Zellig, Orchestre Philharmonique De Radio France, François-Xavier Roth en Jonathan Stockhammer
- Tremendum (Harmonia Mundi, 2012) met Ensemble Variances en Percussions Claviers de Lyon
- Les Liaisons Magnétiques (æon Records, 2015) - met Ensemble Variances, Ensemble Resonanz en Jonathan Stockhammer
- Orquoy | Changó | Marcha de la Humanidad (WERGO Records, 2016) - met Orchestre National De France en Jonathan Stockhammer

## Onderscheidingen
In 1993 kreeg hij de "Prix Georges Enesco" van de Société des Auteurs, Compositeurs et Éditeurs de Musique (SACEM), de Franse auteursrechtenmaatschappij.
De "Prix Villa-Médicis Hors les Murs" volgde in 1994 en in 1996 kreeg hij de "Prix Pierre Cardin" van l'Académie des Beaux-Arts. In 1999 kreeg hij de "Prix Nouveau Talent" van de Société des Auteurs et Compositeurs Dramatiques (SACD).
In 2004 volgde "Prix des jeunes compositeurs", opnieuw een prijs van SACEM en een beurs van de Fondation d'enterprise Banque Populaire. In 2008 kreeg hij de"Prix Musique" van de SACD.
In 2010 kreeg hij drie awards:
- "Grand Prix de Composition Musicale" van de Fondation Simone et Cino del Duca, uitgereikt door de Académie des Beaux-Arts.
- "Prix de la Meilleure Création Musicale 2010" van het Syndicat de la Critique Théâtre, Musique et Danse voor zijn opera L'Amour coupable.
- "Grand Prix de l'Académie Charles Cros" én de "Diapason d'or" voor de opname van zijn Symphonie du Jaguar.
In 2010 volgde nog een prijs van SACEM, de Grand Prix in de categorie Musique Symphonique.